# Krytonosek inkaski
Krytonosek inkaski (Scytalopus urubambae) – gatunek małego ptaka z rodziny krytonosowatych (Rhinocryptidae). Występuje endemicznie w Andach w Peru. W Czerwonej księdze gatunków zagrożonych IUCN klasyfikowany jest jako gatunek najmniejszej troski (LC, ang. Least Concern).

## Systematyka
Takson ten po raz pierwszy zgodnie z zasadami nazewnictwa binominalnego opisał amerykański ornitolog John T. Zimmer w 1939 roku na łamach „American Museum Novitates”. Autor nadał mu nazwę Scytalopus magellanicus urubambae, uznając go za podgatunek krytonoska magellańskiego, a jako miejsce typowe podał dolinę rzeki Urubamba w Peru. Zimmer i późniejsi autorzy zaliczali wiele taksonów z rodzaju Scytalopus występujących na południe od Wenezueli, aż do Chile i Argentyny do krytonoska magellańskiego. W 1997 roku Krabbe i Schulenberg dokonali rewizji taksonomii Scytalopus magellanicus  i podnieśli większość z jego podgatunków do rangi gatunku, m.in. omawianego Scytalopus urubambae. Krytonosek inkaski jest uznawany za gatunek monotypowy.

### Etymologia
- Scytalopus: gr. σκυταλη skutalē lub σκυταλον skutalon „kij, pałka”; πους pous, ποδος podos „stopa”[10].
- urubambae: łac. urubambae – od Río Urubamba w Peru[11].

## Morfologia
Mały ptak, którego dziób jest czarniawy lub czarny. Nogi i stopy od ciemnobrązowych do czarniawych. Występuje niewielki dymorfizm płciowy. Samiec jest w większości ciemnoszary. Szczyt głowy jest nieco ciemniejszy. Ogon i pokrywy nadogonowe rdzawobrązowe. Dolne części ciała nieco jaśniejsze – szare, zad i pokrywy podogonowe rude. Samice są jaśniejsze, mają brązowawy kark. Sterówki są brązowe z ciemnymi prążkami.
Długość ciała u różnych autorów: 10 cm lub 11–12 cm; masa ciała jednego zważonego samca: 13 g.

## Zasięg występowania
Krytonosek inkaski występuje w Andach na niewielkim obszarze doliny górnego biegu rzeki Urubamba w regionie Cuzco. Zasięg występowania (EOO, Extent of Occurrence) według szacunków organizacji BirdLife International obejmuje około 10 tys. km². Występuje w zakresie wysokości od 3500 do 4200 m n.p.m.

## Ekologia i zachowanie
Jego głównym habitatem są wilgotne lasy górskie i skarłowaciałe lasy górskie, a zwłaszcza obszary z dominacją głazów i mchów. Jest bardzo mało informacji o diecie tego gatunku, ale uważa się, że jest gatunkiem owadożernym. Długość pokolenia jest określona na 2,94 lat.

### Rozmnażanie
Brak informacji.

## Status
W Czerwonej księdze gatunków zagrożonych IUCN krytonosek inkaski jest uznawany za gatunek najmniejszej troski (LC, ang. Least Concern). Wielkość populacji jest szacowana na więcej niż 2500 i mniej niż 10 000 dorosłych osobników, gatunek ten jest opisywany jako dość pospolity lub pospolity. Trend populacji jest określony jako stabilny.